# Cees Paauwe
Cees Paauwe est un footballeur néerlandais, né le 3 novembre 1977 à Dronten aux Pays-Bas. Il évolue comme gardien de but.

## Carrière
- 1995-2005 :  FC Twente
  - 2000-2002 :  Cambuur Leeuwarden (prêt)
- 2005-2006 :  ADO La Haye
- 2006-2010 :  FC Twente
- 2010-2011 :  Excelsior Rotterdam
- août 2011 :  KVV Quick '20
- sept. 2011-2012 :  NEC Nimègue[1],[2]

## Palmarès
FC Twente
- Eredivisie
  - Champion (1) : 2010

## Vie privée
Cees est le frère cadet de Patrick Paauwe, ancien international néerlandais ayant évolué au Feyenoord Rotterdam et au Valenciennes FC.